# リアルスティール
リアルスティール（欧字名:Real Steel、2012年3月1日 - ）は日本の競走馬・種牡馬。 主な勝ち鞍は2016年のドバイターフ、2015年の共同通信杯、2017年の毎日王冠。
馬名の意味は、アメリカのSFアクション映画名。

## 経歴

### デビュー前
2012年3月1日、北海道勇払郡安平町のノーザンファームで生まれる。2014年12月4日、ゲート試験に合格。

### 2歳 (2014年)
12月27日、福永祐一鞍上で阪神競馬場第5競走の新馬戦 (芝1800m)でデビュー、新馬勝ち。

### 3歳 (2015年)
2戦目は2月15日の共同通信杯 (芝1800m)を選択。3番人気になるも、直線で1番人気のドゥラメンテを交わし、1着となる。ドゥラメンテに唯一先着したレースでもあった。タイムは1分47秒1と2013年にメイケイペガスター記録したコースレコード1分47秒0に次ぐ記録となったほか、共同通信杯史上初の1戦1勝馬の勝利となった。勝利後はノーザンファームしがらきへ放牧された。皐月賞へのトライアル競走は3月22日のスプリングステークスを使用。1番人気に推されるものの直線でキタサンブラックを交わせず2着に敗れ初の敗北となる。4月19日の皐月賞では好位から直線で抜け出すも、後方から一気に追い上げたドゥラメンテの2着と敗れた。その後は再びノーザンファームしがらきへ放牧された。5月31日の東京優駿 (日本ダービー)では後方からの競馬となり、直線で伸びたものの4着となった。6月2日に東京優駿の競走中に左第1指骨剥離骨折を起こしていたことを発表。9月2日に帰厩、9月27日の神戸新聞杯へ出走。骨折後初出走ながらリアファルの2着と健闘した。その後の10月25日の菊花賞でもキタサンブラックの2着となった。12月27日の有馬記念も視野に入れていたが、矢作は年内は休養にあてること、ドバイ参戦を目標にすると発表した。

### 4歳 (2016年)
古馬となっての初戦は、2月28日の中山記念を選択。ダービー以来のレースとなったドゥラメンテらに敗れ3着となった。
3月3日にドバイターフへライアン・ムーア騎乗で参戦することが発表された。ドバイターフではレース1時間前に後ろ脚の蹄鉄が曲がってしまい、打ち替える時に入れ込んだが、直線でベリースペシャルを交わすと1着でゴール。2015年2月の共同通信杯以来となる勝利を海外GIで達成した。勝利後は、休養し、鞍上を福永に戻し6月5日安田記念へ参戦するも11着に沈んだ。秋復帰初戦は毎日王冠の予定であったがこれをパスし、天皇賞・秋からとなった。エイシンヒカリ、モーリス、アンビシャス、ルージュバック、ラブリーデイら有力馬が相次いでエントリーする中、7番人気という低評価であったが、4コーナー10番手より上り33.5秒で差してモーリスの2着に好走。続くジャパンカップはキタサンブラックに次ぐ2番人気に推されるも5着に終わった。

### 5歳 (2017年)

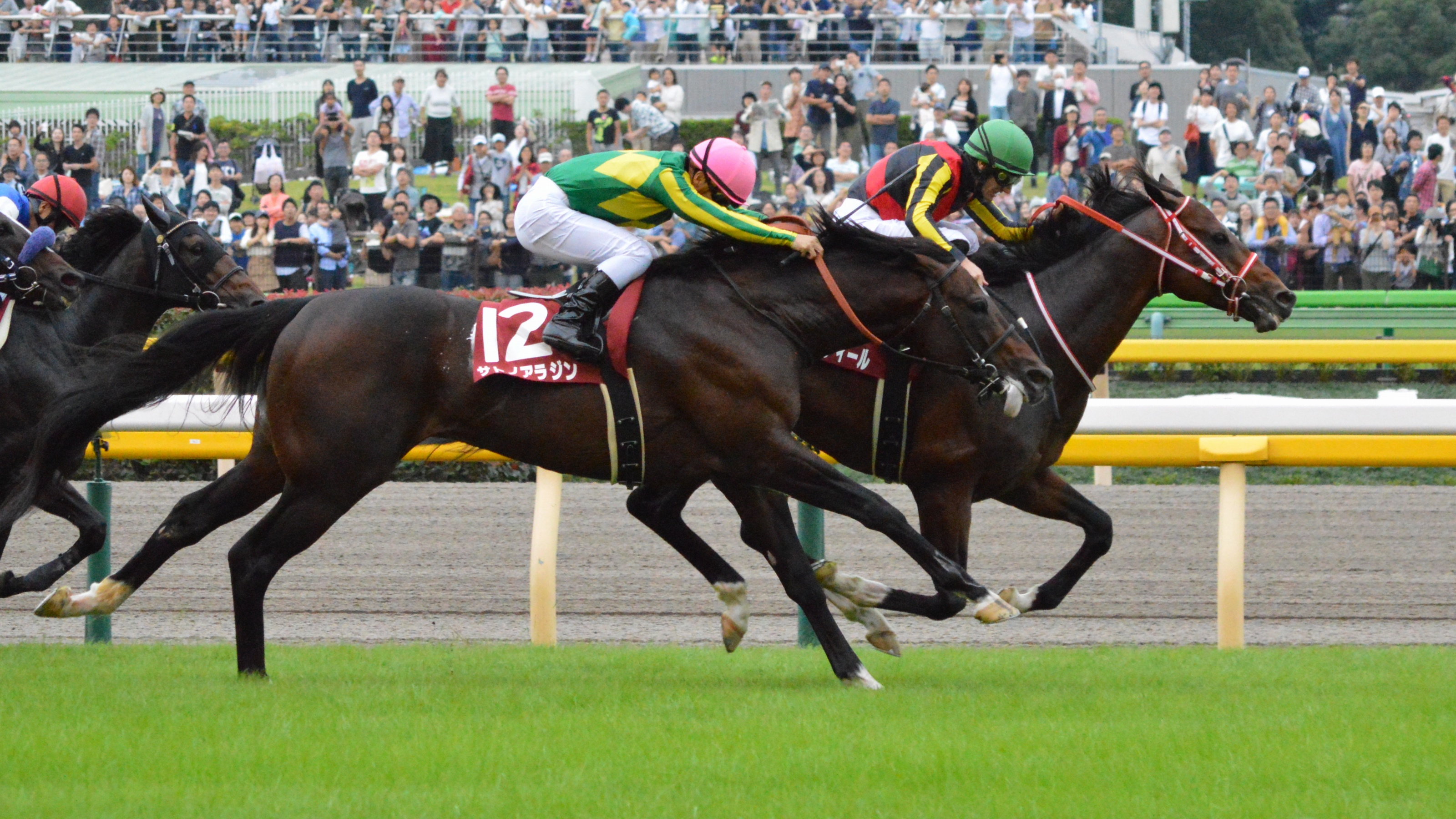
2017年毎日王冠

初戦の中山記念はネオリアリズムの8着と惜敗。その後、ドバイに遠征し連覇がかかったドバイターフに出走を予定していたが、外傷性鼻出血を発症し出走回避。休養を挟み、10月8日の毎日王冠は中団待機から直線で鮮やかに抜け出すと外から追い上げてきたサトノアラジンの追撃を振り切り1年半ぶりの勝利を挙げた。本番の天皇賞・秋は不良馬場に泣き4着に終わる。

### 6歳 (2018年)
初戦のドバイターフはミカエル・バルザローナとのコンビで出走するも3着に敗れる。帰国後、6月3日の安田記念は見せ場がなく15着と大敗する。その後、放牧に出されていたが右前脚に種子骨靭帯炎を発症したため現役を引退、社台スタリオンステーションで種牡馬入りすることになった。

## エピソード
産駒のフォーエバーヤング (競走馬)がサウジカップに出走する際にサウジ側で制作されたビデオ内で、伝説の名馬リアルスティールという紹介があったが、存命中の本馬をあたかも死亡したかのように取り扱っていたことから、ニコニコ動画などで一躍話題となってしまっている。

## 引退後
競走馬引退後は2019年より種牡馬となり、社台スタリオンステーションで繋養される。
同年のシーズンオフからはシャトル種牡馬としてオーストラリアのアローフィールドスタッドで繋養される。
2024年からは北海道日高町のブリーダーズ・スタリオン・ステーションで種牡馬生活を送ることになった。

## 競走成績
| 競走日     | 競馬場   | 競走名       | 格   | 距離（馬場）  | 頭 数 | 枠 番 | 馬 番 | オッズ （人気） | 着順 | タイム （上り3F） | 着差 | 騎手           | 斤量 | 1着馬（2着馬）   |
| ---------- | -------- | ------------ | ---- | ------------- | ----- | ----- | ----- | --------------- | ---- | ----------------- | ---- | -------------- | ---- | ---------------- |
| 2014.12.27 | 阪神     | 2歳新馬      |      | 芝1800m（良） | 09    | 4     | 4     | 01.2 (1人)      | 01着 | 1:50.8 (33.3)     | -0.6 | 福永祐一       | 55kg | (リベレーター)   |
| 2015.02.15 | 東京     | 共同通信杯   | GIII | 芝1800m（良） | 12    | 1     | 1     | 06.1 (3人)      | 01着 | 1:47.1 (34.0)     | -0.1 | 福永祐一       | 56kg | (ドゥラメンテ)   |
| 0000.03.22 | 中山     | スプリングS  | GII  | 芝1800m（良） | 12    | 5     | 6     | 02.0 (1人)      | 02着 | 1:49.1 (33.6)     | -0.0 | 福永祐一       | 56kg | キタサンブラック |
| 0000.04.19 | 中山     | 皐月賞       | GI   | 芝2000m（良） | 15    | 3     | 5     | 03.8 (2人)      | 02着 | 1:58.4 (34.3)     | -0.2 | 福永祐一       | 57kg | ドゥラメンテ     |
| 0000.05.31 | 東京     | 東京優駿     | GI   | 芝2400m（良） | 18    | 7     | 13    | 03.8 (2人)      | 04着 | 2:23.8 (34.3)     | -0.6 | 福永祐一       | 57kg | ドゥラメンテ     |
| 0000.09.27 | 阪神     | 神戸新聞杯   | GII  | 芝2400m（良） | 15    | 3     | 5     | 01.9 (1人)      | 02着 | 2:27.0 (34.0)     | -0.3 | 福永祐一       | 56kg | リアファル       |
| 0000.10.25 | 京都     | 菊花賞       | GI   | 芝3000m（良） | 18    | 6     | 11    | 04.3 (2人)      | 02着 | 3:03.9 (35.1)     | -0.0 | 福永祐一       | 57kg | キタサンブラック |
| 2016.02.28 | 中山     | 中山記念     | GII  | 芝1800m（良） | 11    | 2     | 2     | 04.2 (2人)      | 03着 | 1.46.0 (34.1)     | -0.1 | 福永祐一       | 55kg | ドゥラメンテ     |
| 0000.03.26 | メイダン | ドバイターフ | G1   | 芝1800m（稍） | 15    |       | 14    |                 | 01着 |                   |      | R.ムーア       | 57kg | (Euro Charline)  |
| 0000.06.05 | 東京     | 安田記念     | GI   | 芝1600m（良） | 12    | 8     | 11    | 04.5 (2人)      | 11着 | 1.34.0 (34.6)     | -1.0 | 福永祐一       | 58kg | ロゴタイプ       |
| 0000.10.30 | 東京     | 天皇賞（秋） | GI   | 芝2000m（良） | 15    | 7     | 12    | 13.0 (7人)      | 02着 | 1:59.5 (33.5)     | -0.2 | M.デムーロ     | 58kg | モーリス         |
| 0000.11.27 | 東京     | ジャパンC    | GI   | 芝2400m（良） | 17    | 8     | 16    | 04.2 (2人)      | 05着 | 2:26.4 (35.1)     | -0.2 | R.ムーア       | 57kg | キタサンブラック |
| 2017.02.26 | 中山     | 中山記念     | GII  | 芝1800m（良） | 11    | 4     | 4     | 03.5 (2人)      | 08着 | 1:48.3 (34.6)     | -0.7 | 戸崎圭太       | 58kg | ネオリアリズム   |
| 0000.10.08 | 東京     | 毎日王冠     | GII  | 芝1800m（良） | 12    | 6     | 8     | 05.8 (3人)      | 01着 | 1:45.6 (32.8)     | -0.0 | M.デムーロ     | 57kg | (サトノアラジン) |
| 0000.10.29 | 東京     | 天皇賞（秋） | GI   | 芝2000m（不） | 18    | 2     | 4     | 07.7 (3人)      | 04着 | 2:09.5 (39.5)     | -1.2 | V.シュミノー   | 58kg | キタサンブラック |
| 2018.03.31 | メイダン | ドバイターフ | G1   | 芝1800m（良） | 15    | 8     | 8     |                 | 03着 |                   |      | M.バルザローナ | 57kg | Benbatl          |
| 0000.06.03 | 東京     | 安田記念     | GI   | 芝1600m（良） | 16    | 6     | 11    | 09.0 (4人)      | 15着 | 1.32.7 (34.8)     | -1.4 | 岩田康誠       | 58kg | モズアスコット   |

以上の「競走成績」における内容はnetkeiba.com "リアルスティールの競走成績"、ドバイターフはJBIS "全競走成績"に基づく。

## 種牡馬成績
2022年5月5日門別5Rでエイシンレアが勝利して産駒の地方初勝利を挙げた。
2022年7月24日小倉1Rでニシノトキメキが勝利して産駒のJRA初勝利を挙げた。
2023年12月13日、フォーエバーヤングが全日本2歳優駿を勝利し、産駒のG1級競走初制覇を挙げた。
2025年2月22日、フォーエバーヤングがサウジカップを勝利し、産駒の海外G1競走初制覇を挙げた。

### 主な産駒
太字はGI・JpnI競走を示す

#### グレード制重賞優勝馬
- 2020年産
  - オールパルフェ（2022年デイリー杯2歳ステークス）[43]
  - レーベンスティール（2023年セントライト記念、2024年エプソムカップ、オールカマー）[44]
  - フェブランシェ（2024年*東京シンデレラマイル、2025年*しらさぎ賞、スパーキングレディーカップ）[45]
- 2021年産
  - フォーエバーヤング（2023年JBC2歳優駿、全日本2歳優駿、2024年サウジダービー、UAEダービー、ジャパンダートクラシック、東京大賞典、2025年サウジカップ）[46]
  - チカッパ（2024年北海道スプリントカップ、東京盃）[47]
  - ヴェローチェエラ（2025年函館記念）
- 2022年産
  - カナルビーグル（2025年ユニコーンステークス）

#### 地方重賞優勝馬
- 2022年産
  - リケアマキアート（2024年金の鞍賞）[48]
- 2023年産
  - リトルサムシング（2025年百万石かがやきナイター賞）

## 血統表
| リアルスティールの血統                         | リアルスティールの血統                                 | リアルスティールの血統 | （血統表の出典）      | （血統表の出典） |
| 父系                                           | サンデーサイレンス系                                   | サンデーサイレンス系   | サンデーサイレンス系  | [ § 2 ]          |
| 父 ディープインパクト 2002 鹿毛                | 父の父*サンデーサイレンス Sunday Silence 1986 青鹿毛   | Halo 1969              | Hail to Reason        | Hail to Reason   |
| 父 ディープインパクト 2002 鹿毛                | 父の父*サンデーサイレンス Sunday Silence 1986 青鹿毛   | Halo 1969              | Cosmah                |                  |
| 父 ディープインパクト 2002 鹿毛                | 父の父*サンデーサイレンス Sunday Silence 1986 青鹿毛   | Wishing Well 1975      | Understanding         | Understanding    |
| 父 ディープインパクト 2002 鹿毛                | 父の父*サンデーサイレンス Sunday Silence 1986 青鹿毛   | Wishing Well 1975      | Mountain Flower       |                  |
| 父 ディープインパクト 2002 鹿毛                | 父の母*ウインドインハーヘア Wind in Her Hair 1991 鹿毛 | Alzao 1980             | Lyphard               | Lyphard          |
| 父 ディープインパクト 2002 鹿毛                | 父の母*ウインドインハーヘア Wind in Her Hair 1991 鹿毛 | Alzao 1980             | Lady Rebecca          |                  |
| 父 ディープインパクト 2002 鹿毛                | 父の母*ウインドインハーヘア Wind in Her Hair 1991 鹿毛 | Burghclere 1977        | Busted                | Busted           |
| 父 ディープインパクト 2002 鹿毛                | 父の母*ウインドインハーヘア Wind in Her Hair 1991 鹿毛 | Burghclere 1977        | Highclere             |                  |
| 母 *ラヴズオンリーミー Loves Only Me 2006 鹿毛 | 母の父Storm Cat 1983 黒鹿毛                            | Storm Bird 1978        | Northern Dancer       | Northern Dancer  |
| 母 *ラヴズオンリーミー Loves Only Me 2006 鹿毛 | 母の父Storm Cat 1983 黒鹿毛                            | Storm Bird 1978        | South Ocean           |                  |
| 母 *ラヴズオンリーミー Loves Only Me 2006 鹿毛 | 母の父Storm Cat 1983 黒鹿毛                            | Terlingua 1976         | Secretariat           | Secretariat      |
| 母 *ラヴズオンリーミー Loves Only Me 2006 鹿毛 | 母の父Storm Cat 1983 黒鹿毛                            | Terlingua 1976         | Crimson Saint         |                  |
| 母 *ラヴズオンリーミー Loves Only Me 2006 鹿毛 | 母の母Monevassia 1994 鹿毛                             | Mr.Prospector 1970     | Raise a Native        | Raise a Native   |
| 母 *ラヴズオンリーミー Loves Only Me 2006 鹿毛 | 母の母Monevassia 1994 鹿毛                             | Mr.Prospector 1970     | Gold Digger           |                  |
| 母 *ラヴズオンリーミー Loves Only Me 2006 鹿毛 | 母の母Monevassia 1994 鹿毛                             | Miesque 1984           | Nureyev               | Nureyev          |
| 母 *ラヴズオンリーミー Loves Only Me 2006 鹿毛 | 母の母Monevassia 1994 鹿毛                             | Miesque 1984           | Pasadoble             |                  |
| 母系(F-No.)                                    | (FN:20)                                                | (FN:20)                | (FN:20)               | [ § 3 ]          |
| 5代内の近親交配                                | Northern Dancer 5×4･5                                  | Northern Dancer 5×4･5  | Northern Dancer 5×4･5 | [ § 4 ]          |
| 出典                                           | 1. 2. 3. 4.                                            | 1. 2. 3. 4.            | 1. 2. 3. 4.           | 1. 2. 3. 4.      |

- 全妹に2019年のオークス、2021年のクイーンエリザベス2世カップ、ブリーダーズカップ・フィリー&メアターフ、香港カップを制したラヴズオンリーユーがいる。
- 叔母（母の姉）RumplestiltskinはGI2勝。産駒にヨークシャーオークス勝ちのTapestryがいる。
- 3代母Miesqueはブリーダーズカップ・マイル連覇などGI10勝。産駒にKingmamboやEast Of The Moonがいる。